# Le Professeur (roman)
Pour les articles homonymes, voir Le Professeur.
Le Professeur (titre original : The Professor), est le premier roman de la femme de lettres anglaise Charlotte Brontë. Écrit, à l’origine, avant Jane Eyre et refusé par plusieurs maisons d’édition, il est finalement publié à titre posthume en 1857. En France, il paraît pour la première fois en 1858. 

## Résumé
Le livre relate l’histoire d’un jeune homme, William Crimsworth. Il décrit son mûrissement, ses amours et la carrière qu’il suit comme professeur dans une école pour jeunes filles. L’histoire est fondée sur l’expérience vécue par Charlotte Brontë à Bruxelles, où elle étudiait le français en 1842, dans le pensionnat de M. et Mme Heger.

## Publications
- Le Professeur  (trad. Henriette Loreau), Paris, Hachette, 1858 (BNF 30165074, lire sur Wikisource)